# Edoardo Gellner
Edoardo Gellner, eigentlich Eduard Walter Gellner (* 20. Januar 1909 in Opatija; † 10. Dezember 2004 in Belluno), war ein italienischer Architekt österreichischer Herkunft, der für das Projekt des Wohndorfes Eni in Borca di Cadore bekannt ist. In den 1950er Jahren wurde er  für architektonische Arbeiten, die für die Olympischen Winterspiele in Cortina d’Ampezzo 1956 entworfen wurden, international bekannt.

## Biographie
Eduard Gellner wurde am 20. Januar 1909 in Opatija als Sohn von Emil Gellner (1882–1963) und Katarina Sardinscheg (1881–1981) geboren. Der Vater stammte aus Nový Jičín, die Mutter aus Klagenfurt. Sein Großvater arbeitete in einer in Opatija ansässigen Firma als Plakatmaler. 1895 begann sein Vater in derselben Firma eine Lehre. 1905 machte sich Emil Gellner als Plakatmaler in Opatija selbstständig. 1910 eröffnete er eine Zweigstelle in Rijeka. Eduard Gellners Vater baute den Betrieb zu einem modernen Schriftsetzerbetrieb aus.
Eduard „Edoardo“ Gellner besuchte die deutschsprachige Grundschule in Opatija. Anschließend absolvierte er eine Ausbildung an einer Berufsbildenden Schule. 1924 entschied er sich dagegen die weiterführende Schule in Rijeka zu besuchen. Stattdessen begann er eine Lehre im elterlichen Betrieb, die er am 1. Oktober 1927 abschloss. Mit 18 Jahren entschloss er sich, an der Kunstgewerbeschule in Wien, seine Ausbildung zu komplettieren.
Um an der Kunstgewerbeschule zugelassen zu werden, belegte er zur Vorbereitung Kurse an der Meisterschule für Dekorationsmaler, sowie Kurse zur Aktmalerei und einen Innenarchitektur-Kurs bei Otto Prutscher. Im Juli 1928 absolvierte er erfolgreich die Aufnahmeprüfung an der Kunstgewerbeschule. Er musste dazu schriftliche und mündliche Prüfungen bestehen. Da er die Wehrpflicht in Italien abzuleisten hatte, musste er die Ausbildung an der Kunstgewerbeschule unterbrechen. Als er 1930 aus der Wehrpflicht entlassen wurde, begann er im väterlichen Betrieb als Gestalter mitzuarbeiten. 1933 kehrte er an die Kunstgewerbeschule nach Wien zurück. Da er im Betrieb des Vaters aber mittlerweile unabkömmlich war, dauerte der zweite Anlauf an er Kunstgewerbeschule auch nicht lange. 1940 schrieb er sich im Istituto d’arte ai Carmini in Venedig ein. Am 2. Juni 1941 machte er einen Abschluss mit einer Arbeit über die Geschichte des Stuhl.
Im Herbst 1941 nahm er an der Abschlussprüfung des Liceo Artistico (eine Art musisches Gymnasium für bildende Künste) als ein Privatschüler teil und schrieb sich anschließend am Regio Istituto universitario di architettura in Venedig ein. Wegen seines Kriegsdiensteinsatzes in Triest könnte er jedoch nicht regelmäßig an der universitären Ausbildung teilnehmen.
1945 schloss Gellner sein Architekturstudium ab. 1946 wurde er Mitglied in der Associazione per l’Architettura Organica (APAO), ab 1948 war er ordentliches Mitglied im Istituto Nazionale di Urbanistica (INU), für das er ab 1958 bis 1967 Vizepräsident der Sektion Venezien war und von 1958 bis 1969 auf nationaler Ebene tätig war.
1960 gründete er mit Anderen das Istituto Nazionale di Architettura (IN/ARCH).

## Schriften (Auswahl)
- Architettura anonima ampezzana: nel paesaggio storico di Cortina. Muzzio, Padua 1981.
- Architettura rurale nelle Dolomiti venete. Dolomiti, Cortina d’Ampezzo 1988.